# سونگورلاره
سونگورلاره شهری در بورگاس کشور بلغارستان است که جمعیت آن در سال ۲۰۰۱ میلادی ۳٬۷۵۶ نفر بوده‌است.

## نگارخانه

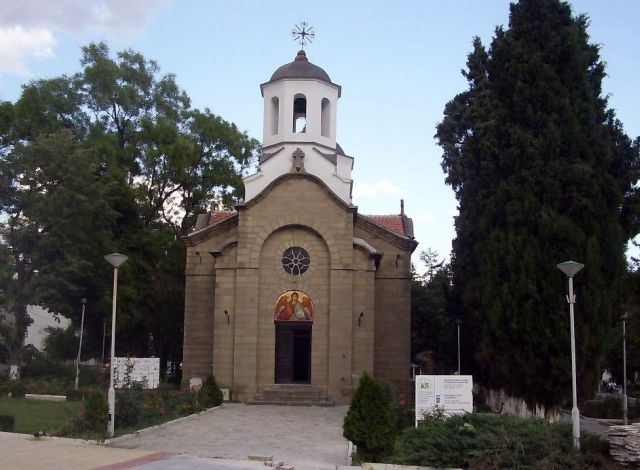
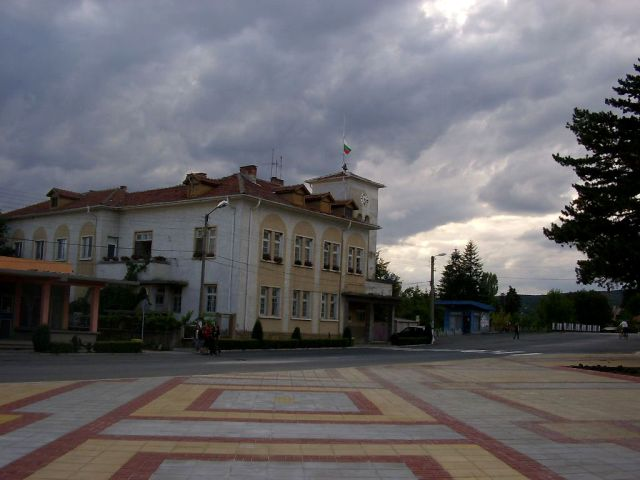